# Daharki
Daharki est une ville du Pakistan, située dans le district de Ghotki à 100 km au nord de Sukkur dans la province du Sind.
Sa population était de 103 557 habitants en 2017.